# Achille Runner
Pour les articles homonymes, voir Runner (homonymie).
 (juillet 2025).
Si vous disposez d'ouvrages ou d'articles de référence ou si vous connaissez des sites web de qualité traitant du thème abordé ici, merci de compléter l'article en donnant les références utiles à sa vérifiabilité et en les liant à la section « Notes et références ».
Achille Runner (né le 26 mars 1870 à Pfaffenheim (Haut-Rhin), mort le 20 mars 1940 à Morez (Jura)) est un compositeur français.

## Biographie
À l'âge de 15 ans, il refuse la nationalité allemande et part pour Paris. Il entre à l'École de Musique Nationale et devient l'élève de César Franck et de Charles-Marie Widor, et obtint en 1892 le prix d'orgue du Conservatoire à l'unanimité. Après son service militaire, il est embauché en tant qu'organiste de chœur à la Madeleine.
Puis, il prit la suite de Auguste Chérion comme maître de chapelle en 1904, qui lui-même avait succédé à Gabriel Fauré.
Il amena le chœur et ses solistes à un haut niveau artistique et fut l'organisateur de cérémonies très renommées. Il a notamment dirigé les choeurs lors des obsèques de Camille Saint-Saëns à La Madelaine en 1921.

## Œuvres
Il enrichit le répertoire de la musique religieuse de la fin du XIXe siècle de ses compositions. Celles-ci sont encore interprétées de nos jours.
Parmi elles, on trouve :
- une Marche religieuse, pour trompettes, grand orgue, chœur et orchestre
- la Messe de Sainte Madeleine, pour chœur à 3 voix, quintette de violon et harpe.
- la Messe de Sainte Odile
- un Tu es Petrus, pour chœur à 4 voix, quintette de violons et harpe.
- un Libera me, pour solistes, chœur à 3 voix et orgue.
- des offertoires, des motets, etc.

Au total plus de 30 grandes œuvres qui permirent d'inscrire le nom d'Achille Runner dans les annales de l'église de la Madeleine et des compositeurs alsaciens de musique religieuse.